# Vittore Stocchi
Vittore Stocchi (Plasencia, 12 de noviembre de 1895-Plasencia, 22 de agosto de 1967) fue un deportista italiano que compitió en remo. Ganó una medalla de oro en el Campeonato Europeo de Remo de 1927, en la prueba de ocho con timonel.

## Palmarés internacional
| Campeonato Europeo | Campeonato Europeo | Campeonato Europeo | Campeonato Europeo |
| Año                | Lugar              | Medalla            | Prueba             |
| ------------------ | ------------------ | ------------------ | ------------------ |
| 1927               | Como (Italia)      | Medalla de oro     | Ocho con timonel   |